# ینی آلوارز
ینی آلوارز (اسپانیایی: Yenny Álvarez‎; ۲۴ مهٔ ۱۹۹۵) وزنه‌بردار زن اهل کلمبیا است.
وی در مسابقات کشوری و بین‌المللی در مجموع برندهٔ ۲ مدال طلا، ۳ مدال نقره شده‌است.